# Chambre de commerce et d'industrie d'Ajaccio et de la Corse-du-Sud
La chambre de commerce et d'industrie d'Ajaccio et de la Corse-du-Sud (CCI2A) est la CCI du département de la Corse-du-Sud. Son siège était à Ajaccio sur le quai l'Herminier. Au 1er janvier 2020, elle est fusionnée avec la CCI de la Haute-Corse pour former la chambre de commerce et d'industrie de Corse, chambre consulaire régionale.

## L'institution
La CCI d’Ajaccio et de la Corse-du-Sud est au service de toutes les entreprises quels que soient leur taille, leur secteur d’activité et leur localisation géographique.
Créée par décret le 4 août 1899, la CCI d’Ajaccio et de la Corse-du-Sud représente les intérêts du commerce, de l’industrie et des services.
Ses prérogatives sont définies par la loi et elle est soumise à la tutelle administrative.
La CCI d’Ajaccio et de la Corse-du-Sud représente plus de 9400 entreprises.
Comme toutes les CCI, elle est placée sous la tutelle du préfet du département représentant le ministère chargé de l'industrie et le ministère chargé des PME, du Commerce et de l'Artisanat.

### Service aux entreprises
- Centre de formalités des entreprises
- Assistance technique au commerce
- Assistance technique à l'industrie
- Assistance technique aux entreprises de service

### Formation
- Institut consulaire de formation euro-méditerranéen ;
- Négoventis ;
- Formation Continue.

### Gestion d'équipements
- Port de commerce d’Ajaccio ;
- Port de commerce de Bonifacio ;
- Port de commerce de Porto-Vecchio ;
- Port de commerce de Propriano ;
- Port de plaisance Tino Rossi d'Ajaccio ;
- Aéroport d'Ajaccio Napoléon Bonaparte ;
- Aéroport de Figari Sud Corse ;
- Palais des Congrès et des expositions d'Ajaccio.

## Présidents
- 1983-1994 : Édouard Cuttoli
- 1994-2000 : Gilbert Casanova
- 2000-2017 : Raymond Ceccaldi
- 2007-2012 : Jacques Nacer
- 21 janvier 2013-2015 : Nathalie Carlotti[2]
- 20 mars 2015-2017 : Jean-André Miniconi
- depuis 2017 : Paul Marcaggi, proche de Jean-Christophe Angelini, Président de l'Agence de développement économique de la Corse[3]

## Enjeux
Le contrôle de la CCI2A est convoité pour son budget (50 millions d’euros) et de son réservoir d’emplois (près de 350 salariés). La CCI Corse-du-Sud gère les aéroports et les ports de l'île. Elle contrôle les investissements dans les 9000 entreprises de la Corse-du-Sud. En 2020, elle gère 6 millions d’euros d’investissement par an (hors marchés de la sécurité).

## Affaires
- Le président Gilbert Casanova a été impliqué dans un trafic international de stupéfiants.
- Le président Jacques Nacer a été assassiné en 2012.
- Un autre président a été emprisonné pour association de malfaiteurs et détournements de fonds publics.
- Le président Jean-André Miniconi a dû démissionner en 2017, au cours de son second mandat, avant d’être victime de plusieurs incendies criminels[5].

### Le contrôle de la CCI Corse-du-Sud
Dans les années 1990, une première guerre pour son contrôle entraine les assassinats de plusieurs militants nationalistes, d'un ancien président de la CCI, d'un avocat. Cette guerre permet le contrôle de la CCI par la mouvance autour du mouvement pour l'autodétermination (MPA) dirigé par Alain Orsoni.
Le 23 août 2018, le retraité Jean Livrelli aurait été tué par erreur à Bastelica (Corse-du-Sud) au cours de la guerre pour le contrôle de la CCi entre le groupe Orsoni et la bande du Petit Bar d'Ajaccio. La vraie cible aurait été Alain Lucchini. Ce dernier, ancien militant indépendantiste du MPA et proche d'Alain Orsoni, inquiété dans plusieurs affaires criminelles, se serait rapproché de la bande rivale du Petit Bar depuis que sa fille a épousé un de ses membres présumés. Il se dit proche de Jean-Christophe Angelini, maire de Porto-Vecchio, membre du Conseil exécutif de Corse et président de l'agence de développement économique de la Corse (ADEC). Pour cet assassinat, 9 personnes ont été mises en examen dont Guy Orsoni, fils d'Alain Orsoni et neveu de Guy Orsoni.
Dans une conversation enregistrée en 2015 à la prison marseillaise des Baumettes avec Jean-Luc Germani, beau-frère de Richard Casanova (membre du gang de la Brise de mer assassiné en avril 2008), Guy Orsoni a fait par de son intérêt pour les marchés publics attribués par la CCI2A.

## Pour approfondir